# Luffar-Petter
Pour plus de détails, voir Fiche technique et Distribution.
Luffar-Petter est un film suédois réalisé par Erik A. Petschler, sorti en 1922.

## Fiche technique
- Titre : Luffar-Petter
- Réalisation : Erik A. Petschler
- Scénario : Erik A. Petschler
- Photographie : Oscar Norberg
- Pays d'origine : Suède
- Format : Noir et blanc - 1,33:1 - Film muet
- Genre : comédie
- Date de sortie : 1922

## Distribution
- Erik A. Petschler : Luffar-Petter / Erik Silverhjälm
- Greta Garbo : Greta
- Anna Brandt : Ottilia Asterblad
- Gucken Cederborg : Nordbergh
- Agnes Clementsson : Amalia Clämming
- Valdemar Dalquist : Matteus Dahlqvist
- Mona Geijer-Falkner : Mona-Lisa Olsson
- Mary Gräber : Ms. Brune
- Adolf Hultgran : Allan
- Helmer Larsson : Juppe Larsson
- Carl F. Olsson : Fredrik Olsson